# Lehota nad Rimavicou
Lehota nad Rimavicou ist eine Gemeinde in der Slowakei mit 257 Einwohnern (Stand 31. Dezember 2024), die zum Okres Rimavská Sobota, einem Kreis des Banskobystrický kraj gehört.

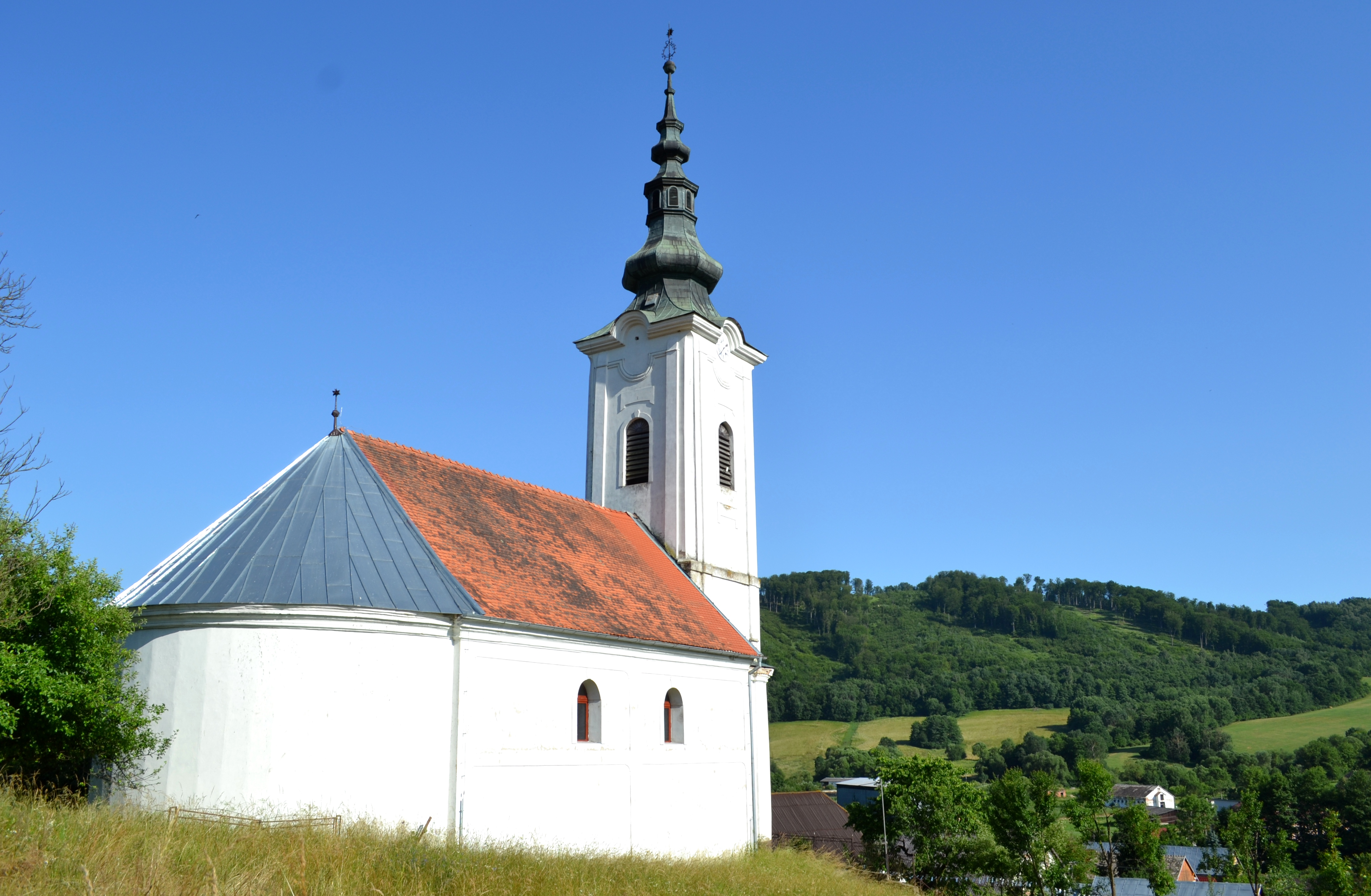
Evangelische Kirche

Sie liegt im Bergland Revúcka pahorkatina am Fluss Rimavica, kurz vor dem Zusammenfluss mit der Rimava, 20 Kilometer von Rimavská Sobota entfernt.
Sie entstand 1957 durch Zusammenschluss der Orte Rimavská Lehota (deutsch Lehotta, ungarisch Rimaszabadi) und Rimavica (deutsch Rimawitz, ungarisch Rimóca).

## Bevölkerung
| Jahr                | 1994 | 2004    | 2014     | 2024    |
| ------------------- | ---- | ------- | -------- | ------- |
| Anzahl der Personen | 344  | 331     | 270      | 257     |
| Unterschied         |      | −3,77 % | −18,42 % | −4,81 % |

| Jahr                | 2023 | 2024 |
| ------------------- | ---- | ---- |
| Anzahl der Personen | 257  | 257  |
| Unterschied         |      | +0 % |

Ergebnisse der Volkszählung 2001 (333 Einwohner)
| Nach Ethnie: - 96,70 % Slowaken - 1,50 % Zigeuner - 1,20 % Magyaren | Nach Religion: - 49,25 % römisch-katholisch - 26,13 % evangelisch - 21,92 % konfessionslos |